# Chascanum hederaceum
Chascanum hederaceum là một loài thực vật có hoa trong họ Cỏ roi ngựa. Loài này được (Sond.) Moldenke mô tả khoa học đầu tiên năm 1934.